# San Zenone al Po
San Zenone al Po là một commune in the tỉnh Pavia, Lombardia của Ý, Ý. Tọa độ địa lý là 45°4′0″B 9°21′0″Đ / 45,06667°B 9,35°Đ. Các đô thị giáp ranh: Arena Po, Costa de' Nobili, Spessa, Zerbo